# Нью-Единбург (Арканзас)
Нью-Единбург (англ. New Edinburg) — переписна місцевість (CDP) в США, в окрузі Клівленд штату Арканзас. Населення — 134 особи (2020).

## Географія
Нью-Единбург розташований за координатами 33°45′23″ пн. ш. 92°14′25″ зх. д. / 33.75639° пн. ш. 92.24028° зх. д. (33.756474, -92.240161).  За даними Бюро перепису населення США в 2010 році переписна місцевість мала площу 8,12 км², уся площа — суходіл.

## Демографія
Згідно з переписом 2010 року, у переписній місцевості мешкало 127 осіб у 54 домогосподарствах у складі 38 родин. Густота населення становила 16 осіб/км².  Було 65 помешкань (8/км²). 
Расовий склад населення:
| - 85,0 % — білих - 13,4 % — чорних або афроамериканців - 1,6 % — осіб інших рас |

До двох чи більше рас належало 0,0 %. Іспаномовні складали 5,5 % від усіх жителів.
За віковим діапазоном населення розподілялося таким чином: 20,5 % — особи молодші 18 років, 59,0 % — особи у віці 18—64 років, 20,5 % — особи у віці 65 років та старші. Медіана віку мешканця становила 44,5 року. На 100 осіб жіночої статі у переписній місцевості припадало 115,3 чоловіків;  на 100 жінок у віці від 18 років та старших — 119,6 чоловіків також старших 18 років.
Цивільне працевлаштоване населення становило 206 осіб. Основні галузі зайнятості: виробництво — 26,2 %, транспорт — 20,9 %, сільське господарство, лісництво, риболовля — 19,9 %, публічна адміністрація — 19,4 %.